# اشلی اسپینا
اشلی اسپینا (انگلیسی: Ashley Spina؛ زادهٔ ۳ اکتبر ۱۹۹۲) بازیکن فوتبال اهل استرالیا است.
از باشگاه‌هایی که در آن بازی کرده‌است می‌توان به بریزبن رور اشاره کرد.